# إحصاء بايزي

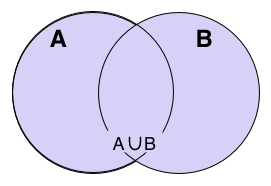
إحصاء بايزي

الإحصاء البايزي (بالإنجليزية: Bayesian statistics)‏ هي نظرية في الإحصاء تقوم على أساس التفسير البايزي للاحتماليات حيث يعبر الاحتمال عن درجة معينة من الاعتقاد في حدث ما، والذي يمكن أن يتغير كلما تم جمع معلومات جديدة، بدلاً من قيمة ثابتة تعتمد على التردد أو الميل. قد تستند درجة الاعتقاد إلى معرفة مسبقة بالحدث، مثل نتائج التجارب السابقة، أو على معتقدات شخصية حول الحدث. وهذا يختلف عن عدد من التفسيرات الأخرى للاحتمال، مثل التفسير المتكرر الذي يرى الاحتمال بصفته حد معين للتردد النسبي لحدثٍ ما بعد عدد كبير من التجارب.

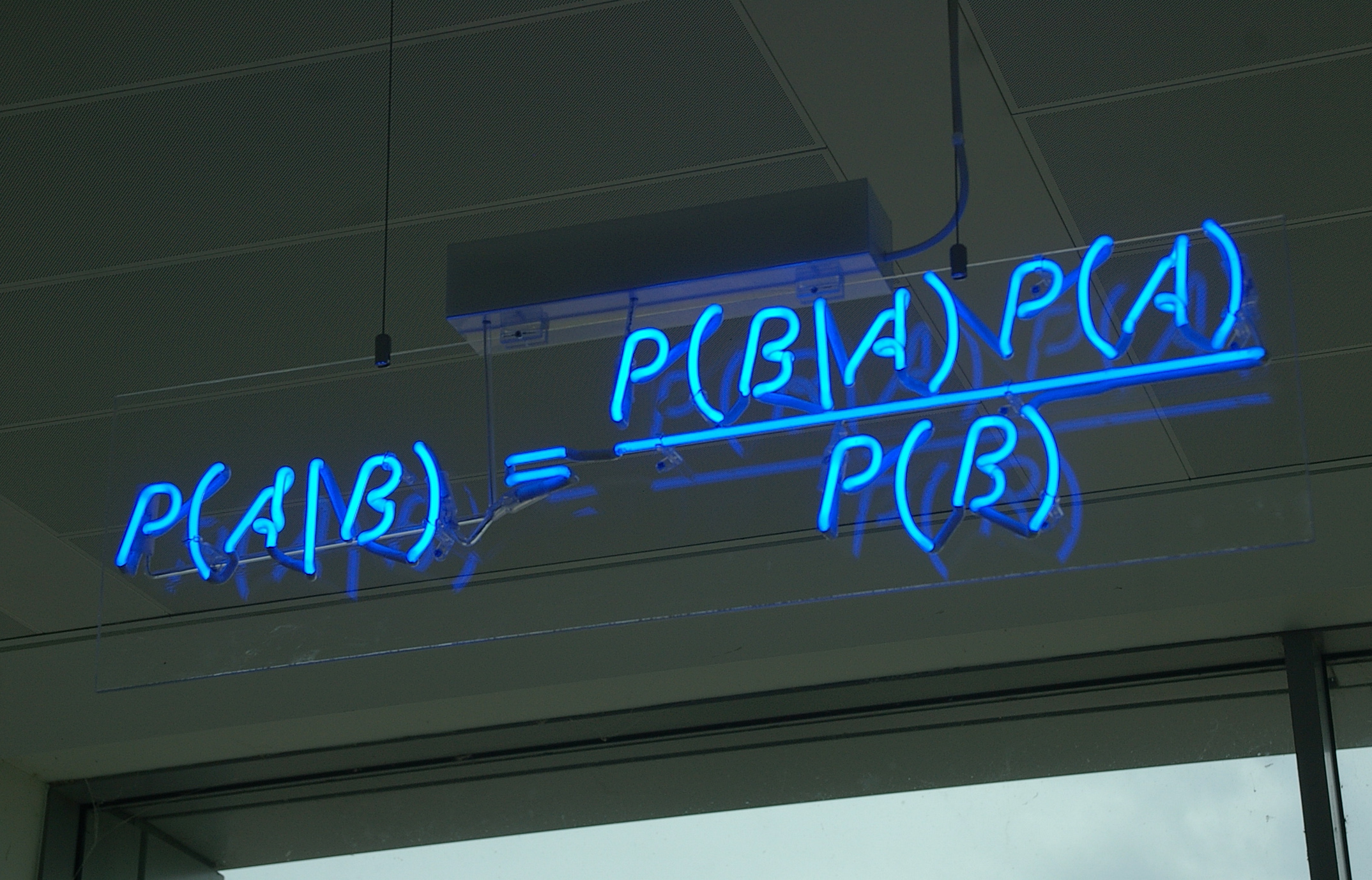
علامة نيون زرقاء تظهر مبرهنة بايز

يستخدم الإحصاء البايزي مبرهنة بايز لحساب الاحتمالات وتحديثها بعد الحصول على بيانات جديدة. تصف مبرهنة بايز الاحتمال الشرطي لحدث ما بناءً على البيانات وكذلك على المعلومات أو المعتقدات السابقة حول الحدث أو الشروط المتعلقة بالحدث. على سبيل المثال، يمكن استخدام مبرهنة بايز لتقدير المعلمات (بالإنجليزية: parameters)‏ من خلال التوزيع الاحتمالي أو نموذج إحصائي في الاستدلال البايزي، كما يمكن لمبرهنة بايز أن توزيعاً معيناً للاحتمالية يحدد الاعتقاد كمعلم (بالإنجليزية: parameter)‏ أو مجموعة من المعلمات (parameters).
تم تسمية الإحصاء البايزي على اسم توماس بايز، الذي صاغ حالة معينة من نظرية بايز في مقالته المنشورة عام 1763. لاحقاً، وفي العديد من الأوراق التي امتدت من أواخر القرن الثامن عشر إلى أوائل القرن التاسع عشر، طور بيير سيمون لابلاس التفسير البايزي للاحتمال. استخدم لابلاس طرقًا يمكن اعتبارها الآن طرق بايزية لحل عدد من المشكلات الإحصائية. ثم تم تطوير العديد من الأساليب النظرية الافتراضية من قبل آخرين، لكن المصطلح لم يستخدم بشكل شائع لوصف هذه الأساليب حتى الخمسينيات. خلال شطر كبير من القرن العشرين، كانت الأساليب البايزية غير مستحسنة من قبل العديد من الإحصائيين بسبب الاعتبارات الفلسفية والعملية. حيث تطلبت كثير من الطرق البايزية كثيراً من العمليات الحسابية لكي يتم انجازها، وكانت معظم الأساليب التي استخدمت على نطاق واسع خلال القرن العشرين مستندة إلى التفسير المتكرر للاحتمالية (Frequentist probability). ومع ذلك، بالتزامن مع ظهور الحواسيب القوية وخوارزميات جديدة مثل سلسلة ماركوف مونت كارلو، شهدت الأساليب البايزية زيادة في الاستخدام في القرن الحادي والعشرين.